# Henne Berta
Henne Berta ist ein Kinderspiel der Spieleautorin Geni Wyss. Das Spiel für zwei bis vier Spieler ab vier Jahren dauert etwa 10 bis 15 Minuten pro Runde. Es ist im Jahr 1988 bei HABA erschienen und gewann 1989 den Sonderpreis Schönes Spiel im Rahmen des Spiel des Jahres.

## Thema und Ausstattung
Bei dem Spiel handelt es sich um ein Brettspiel, bei dem die Mitspieler versuchen, eine Henne anzulocken, die ihnen Eier in ihr Nest an der jeweiligen Ecke des Spielbretts legt. Das Spielmaterial besteht neben der Spielanleitung aus einem hölzernen Spielbrett, einer Spielfigur (Henne Berta), zwölf Eiern, 16 Körnern (zwölf gelbe und vier rote), vier Körben, einem sechsseitigen Würfel und einem Stoffbeutel.

## Spielweise
Zu Beginn des Spiels wird das Spielbrett in die Tischmitte gelegt und jeder Mitspieler platziert sich an einer Ecke mit seinem Korb. Die Körner kommen in den Stoffbeutel und die Henne wird mit einem Ei in der dafür vorhandenen Aussparung an der Unterseite in die Mitte des Spielbretts gestellt.
Ein Startspieler beginnt das Spiel, danach folgen alle weiteren Spieler im Uhrzeigersinn. Der jeweils aktive Spieler bekommt den Stoffbeutel mit den Körnern und zieht nun einzeln Körner aus dem Beutel, bis er ein rotes Korn zieht. Die gelben Körner legt er so vor die Henne, dass sie zu seinem Zielfeld weisen. Zieht er ein rotes Korn, endet sein Zug und der nächste Spieler ist an der Reihe. Schafft es ein Spieler, die Strecke zwischen der Henne und seinem Nest vollständig mit gelben Körnern zu belegen, darf er würfeln. Wenn der Würfel eine Henne zeigt, kommt diese ein oder zwei Felder auf ihn zu und wenn sie das Zielfeld erreicht, legt ihr Ei in seinen Korb. Würfelt er einen roten Punkt, stoppt die Henne und der nächste Spieler ist an der Reihe.
Das Spiel endet, sobald ein Spieler drei Eier in seinem Nest hat, dieser Spieler gewinnt das Spiel.

## Ausgaben und Rezeption
Das Spiel Henne Berta wurde von Geni Wyss entwickelt und erschien 1988 bei HABA in einer multilingualen Version sowie später zusätzlich jeweils auf Deutsch und Französisch.
Es wurde 1989 aufgrund der hochwertigen und liebevoll gestalteten Ausstattung mit einem Holzspielplan und Holzfiguren mit dem Sonderpreis Schönes Spiel im Rahmen des Spiel des Jahres ausgezeichnet. Peter und Birgit Költringer bescheinigten dem Spiel, es sei „ein sehr einfaches Spiel, jedoch es ist von der Ausstattung her sicher eines der schönsten Kinderspiele, welche es derzeit auf dem Markt gibt: Ein liebevoll gestaltetes Holzspielbrett, eine schöne, große Holzhenne sowie ein überdimensionaler Würfel, bei dem schon das Angreifen ein Genuß ist, tragen maßgeblich zu diesem "Luxusspiel" unter den Kinderspielen bei.“

## Belege
1. 1 2 3 4  Spielanleitung
2. ↑  Versionen von Henne Berta in der Spieledatenbank BoardGameGeek (englisch); abgerufen am 10. Januar 2021
3. ↑  Henne Berta auf der Website des Spiel des Jahres e.V.; abgerufen am 10. Januar 2021
4. ↑  Peter und Birgit Költringer: Wenn Eier purzeln ..., Rezension zu Henne Berta und Purzel und seine Freunde, 2002; abgerufen am 11. Januar 2021